# Long Cung
Long Cung (龍宮), dịch sát nghĩa là Thủy Tinh Cung hoặc Thủy phủ, Thủy Cung. Đây là tên gọi chung cho các cung điện rộng lớn, nguy nga, tráng lệ, cảnh vật đẹp đến mê hồn người của các vị Long vương cai quản biển cả, đại dương. Long Cung hoàn toàn nằm trong trí tưởng tượng của người dân Trung Hoa, người Nhật, người Việt nên không có niên đại chính xác để biết rõ xuất xứ của loại kiến trúc này.

## Xuất xứ
Vì thời xa xưa trên Trời đã có Thiên Đình, người có quyền lực cao nhất cai quản Thiên Đình là Ngọc Hoàng, vua của thần tiên và muôn loài. Trời và đất khá xa nhau nên ở mỗi nơi đều có một vị thần đặc biệt canh giữ, chẳng hạn như mỗi vùng đất đều có Thổ Địa Thần hoặc thần thánh riêng của phương đó. Riêng ở sông biển, Ngọc Đế ra lệnh đề cử các thần tiên có đủ khả năng để vào chức cai quản con sông nào đó (gọi là Hà Bá) hoặc một vùng biển (gọi là Long vương hoặc Hải Vương), những vị thần được bổ nhiệm chức vụ này gọi là Kinh Hà Long Vương.
Thời đó, người ta định nghĩa 4 vùng biển lớn Đông - Tây - Nam - Bắc và gọi 4 vị Long Vương ở đó là Đông Hải Long Vương, Tây Hải Long Vương, Nam Hải Long Vương và Bắc Hải Long Vương. Các vị thần biển này có hình thể như loài rồng, bay lượn nhanh nhẹn, có thể dùng quyền lực của mình điều khiển các thần chuyên làm mưa như Phong - Lôi - Vũ - Điện để tạo mưa cho dân chúng phục vụ mùa màng tưới tiêu.

## Mô tả
Trong trí tưởng tượng của người dân thì thời xa xưa, Long Cung có thể là những cung điện nguy nga lộng lẫy ẩn dưới hàng dặm sâu của biển cả. Nơi đó chứa đựng vô số kỳ trân bảo ngọc quý hiếm, những cung điện ấy lúc nào cũng có binh tôm tướng cá nghiêm trang canh gác. Cửa ra vào, phòng ốc, các đồ dùng đều được chế tác từ các vật liệu biển như vỏ sò, vỏ ốc, san hô, ngọc trai rất tuyệt đẹp.

## Trong văn học

### Trung Hoa
Các tác phẩm lớn như Tây du ký (Mỹ Hầu Vương - Tôn Ngộ Không lấy Như Ý Kim Cô Bổng ở Đông Hải Long Cung, Kính Hà Long Vương bị chém đầu...), Phong thần diễn nghĩa (Na Tra rút gân con trai Long Vương)... có đề cập đến Long cung.

### Việt Nam
Truyện cổ tích Việt Nam có Thủy Cung tương tự như Long Cung, có truyện Dã tràng được hai viên ngọc quý, một viên mang đeo nó vào thì có thể nghe hiểu được mọi tiếng muông chim ở thế gian và một viên đeo vào thì có thể tùy ý đi lại dưới nước giống như trên cạn, bà vợ của ông do chán cảnh nghèo khổ đã bị Long Vương dùng lời ngon ngọt cám dỗ nên đã theo ông xuống Thủy Cung. Tại đây, bà đã lóa mắt với hàng hà sa số ngọc ngà châu báu, vật quý của biển, no căng bụng với đủ món ngon vật lạ chưa từng được nếm trải và cuối cùng ở lại Thủy Cung bỏ mặc Dã Tràng nơi trần gian để sau này ông xót của biến thành một loài cua lấp biển tìm lại vợ và ngọc quý. Tuy rằng truyện không miêu tả kỹ lưỡng về cấu trúc của Thủy Cung ra sao nhưng nó đã tồn tại trong trí tưởng tượng của người dân Việt Nam từ xa xưa.

### Nhật Bản
Người Nhật thì có truyện cổ tích về chàng Urashima Tarô, một lần tình cờ chàng cứu được một con rùa biển mà không ngờ nó chính là một vị công chúa của Long Cung. Do cảm kích, Công chúa đã mời Tarô đến chỗ nàng chơi vài ngày. Giống như cô vợ của Dã Tràng, chàng Tarô nghèo khổ đương nhiên cũng choáng ngợp trước sự giàu có của cung điện thần tiên ấy:
"Con thuyền lướt sóng phút chốc đã tới một hòn đảo kỳ thú, đất trải đầy ngọc trai, cây cối trang hoàng toàn ngọc bích long lanh. Nàng đưa chàng vào cung điện trình diện phụ vương. Một trăm tên hầu trai, một trăm nàng hầu gái tấp nập sửa soạn lễ cưới cho tân lang và tân giai nhân. Long Vương ngồi trên ngai nạm kim cương chứng kiến hôn lễ. Nửa đêm, yến tiệc linh đình vừa dứt, chàng và nàng động phòng hoa chúc. Niềm hạnh phúc lứa đôi nếu cứ thế sẽ kéo dài bất tận. Nhưng đôi khi lòng quê xúc động, Urashima đoán ở nhà cha mẹ đương thương nhớ mình, tưởng lầm mình đã làm mồi cho cá dưới đáy biển…" (Trích từ truyện chàng Tarô)
Thế rồi Tarô xin về thăm nhà, Công Chúa biết không thể giữ chàng lại được bèn tặng cho một hộp gấm và dặn không được mở ra nếu như Tarô còn có ý định quay lại đây. Tarô trở về quê nhà và thấy cảnh vật đã khác xưa, người vật đều đã đổi khác, thậm chí ngôi nhà xưa kia chàng ở đã biến thành một khu rừng. Thì ra vài ngày vui chơi ở Long Cung đã là vài thế kỷ trôi qua ở chốn trần gian, Tarô quên béng lời dặn mở hộp quà của Công Chúa và phút chốt trở nên già nua héo hon, qua đời ngay sau đó.